# Sắn
Sắn (phương ngữ miền Bắc) hay khoai mì (củ mì) (phương ngữ miền Nam, sắn ở miền Nam là củ đậu) (danh pháp hai phần: Manihot esculenta; tên trong các ngôn ngữ khác: cassava, tapioca, yuca, mandioca, manioc, maniok, singkong, ubi kayu, aipim, macaxeir, kappa, maracheeni) là cây lương thực ăn củ có thể sống lâu năm, thuộc họ Đại kích (Euphorbiaceae).

## Đặc điểm

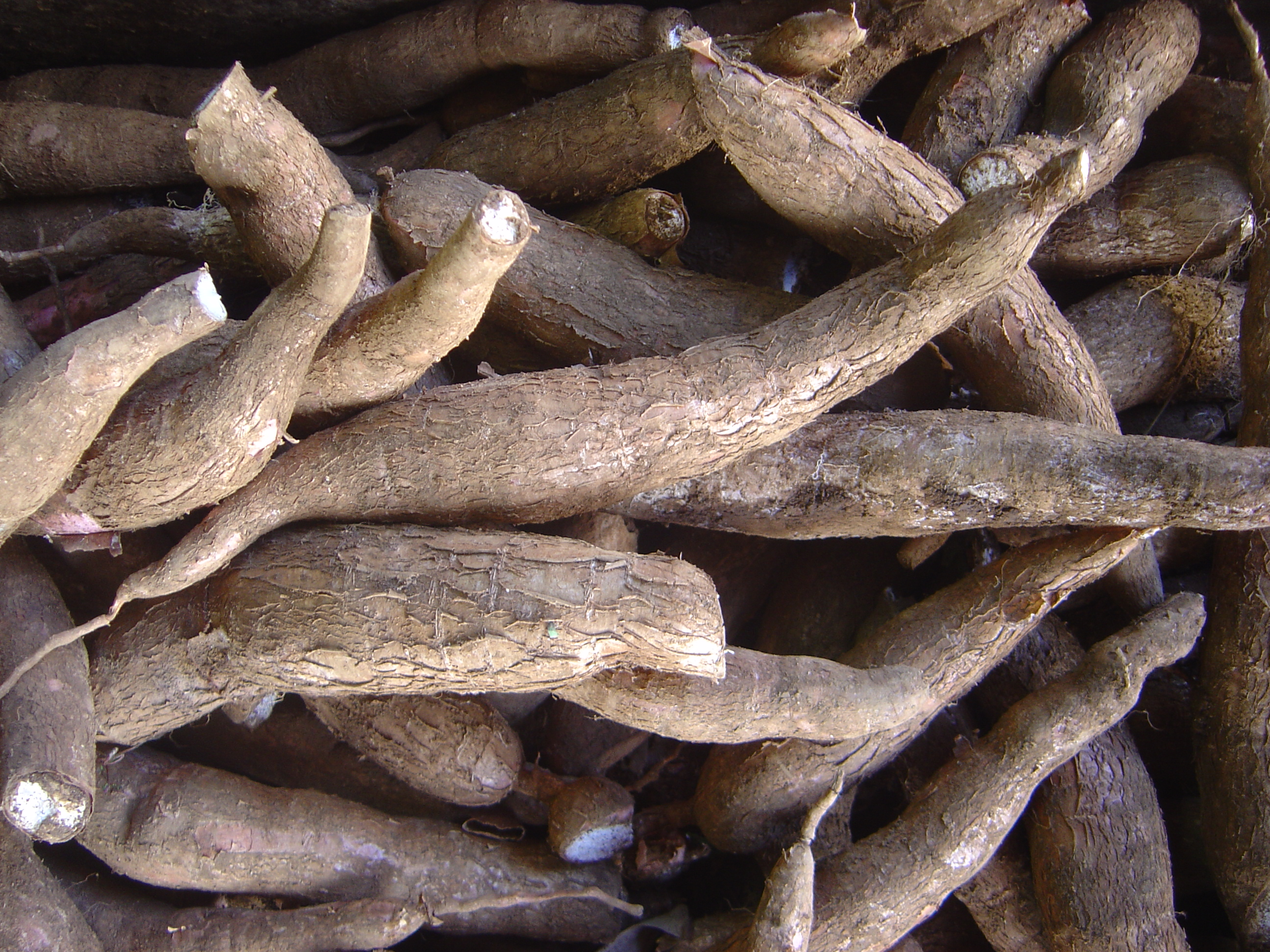
rễ cây
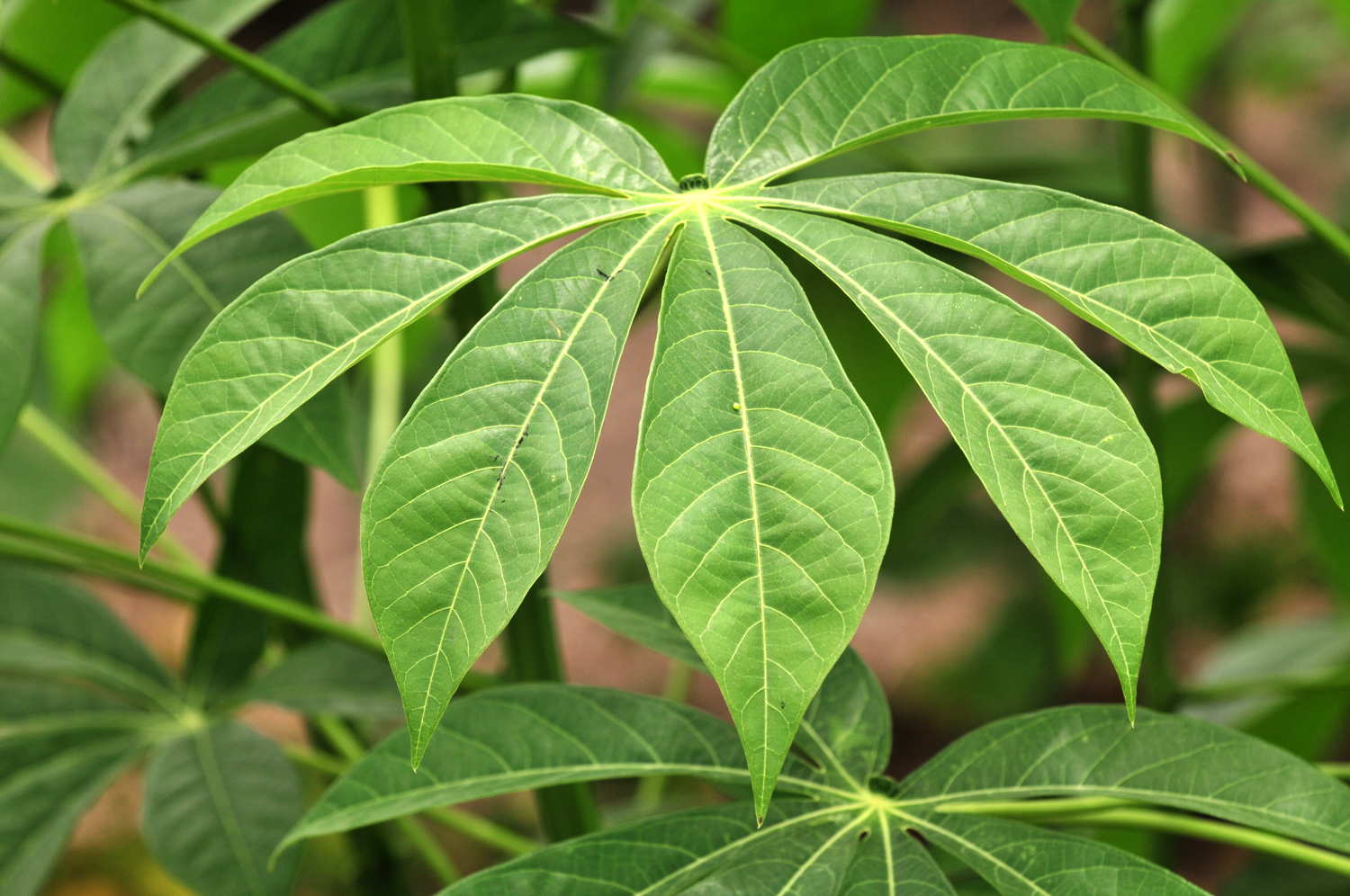
lá
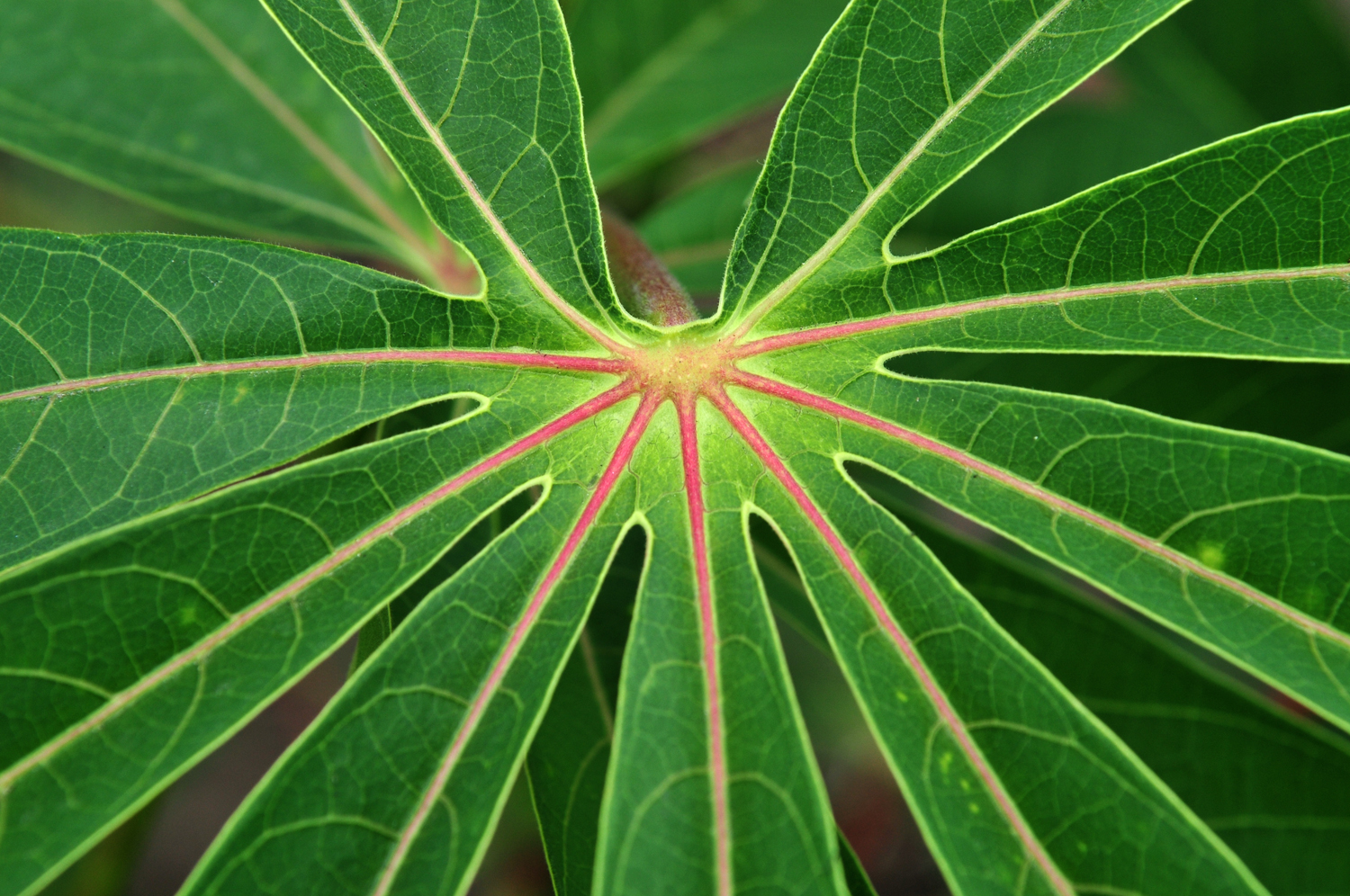
chi tiết lá
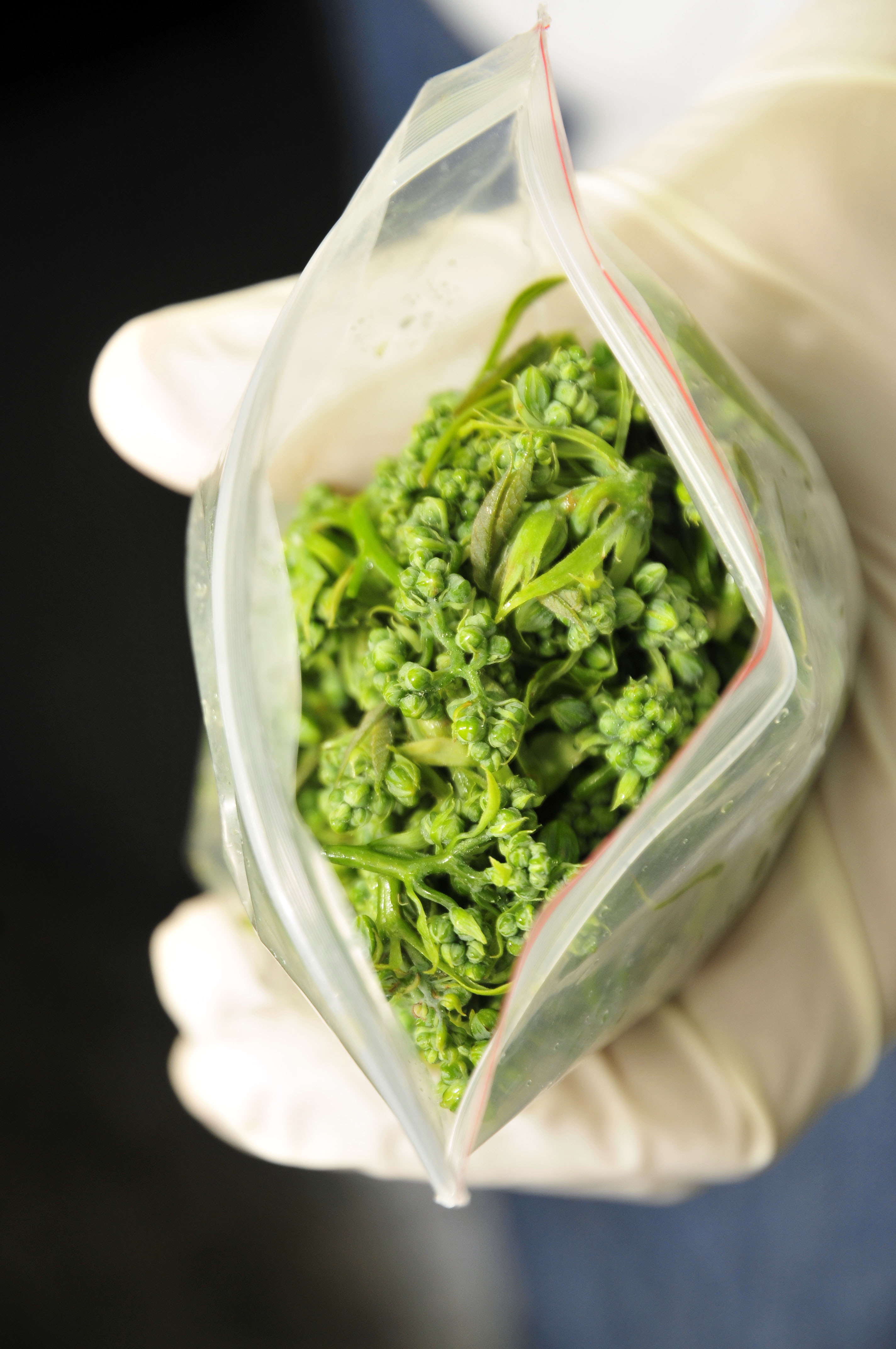
nụ
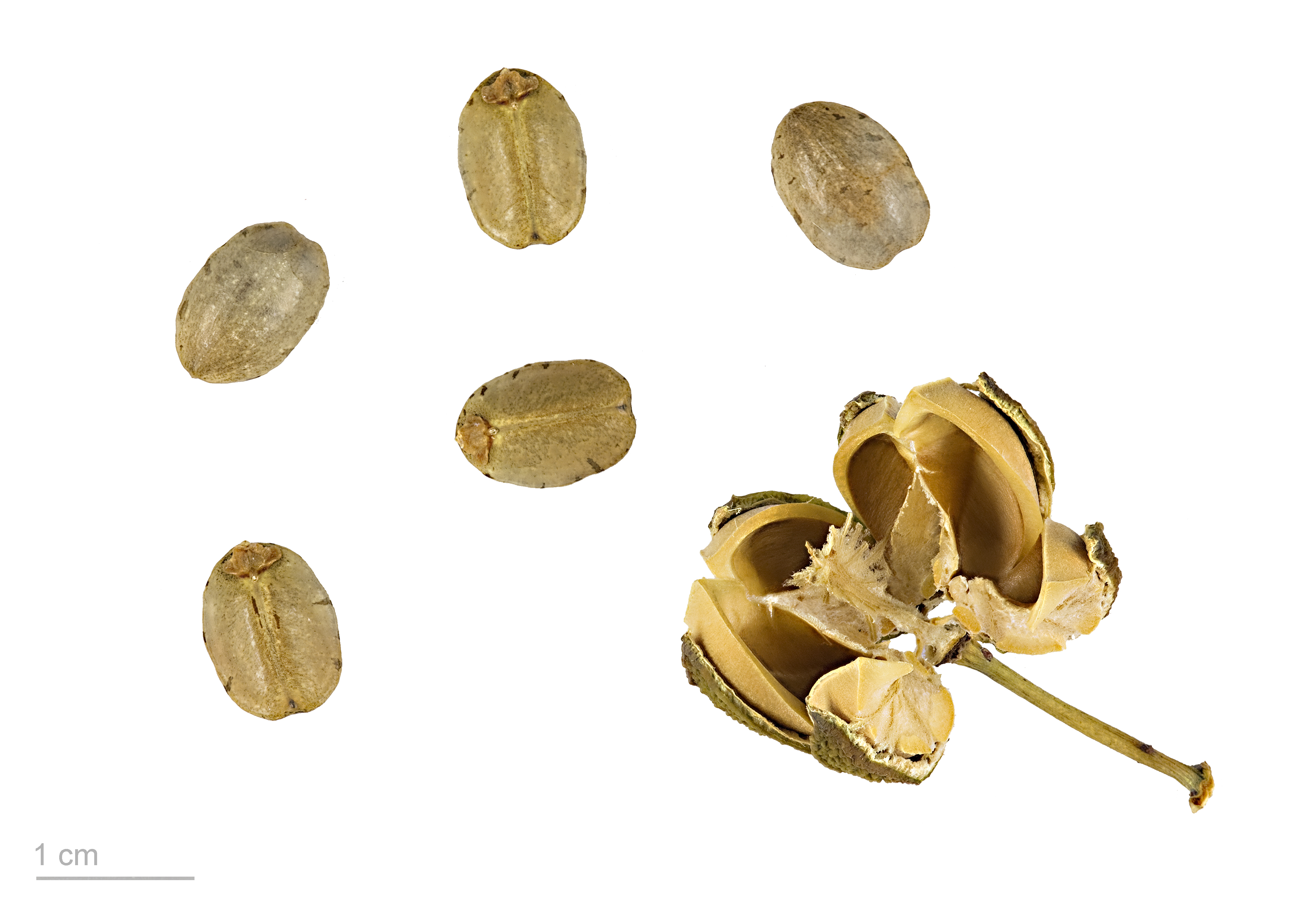
hạt

## Dinh dưỡng, độc tố

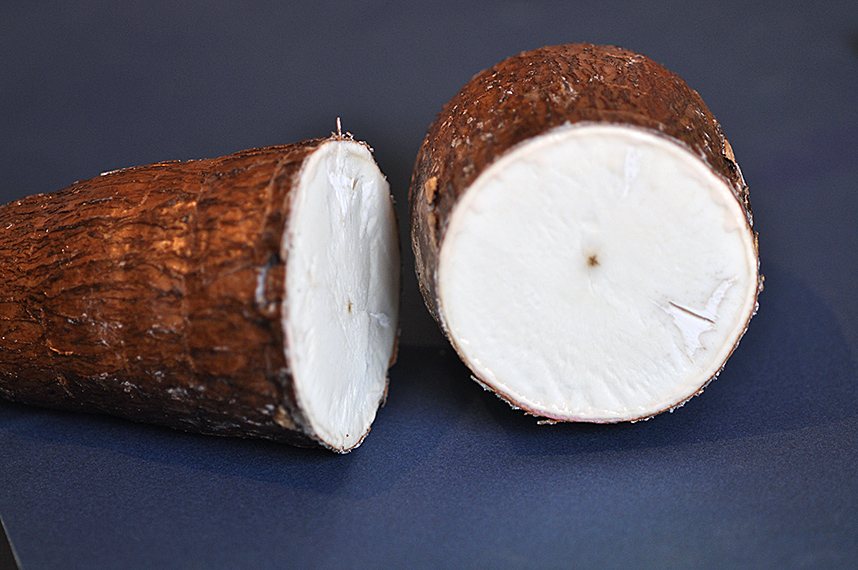
Củ khoai mì, cắt ra

## Một vài hình ảnh về cây sắn

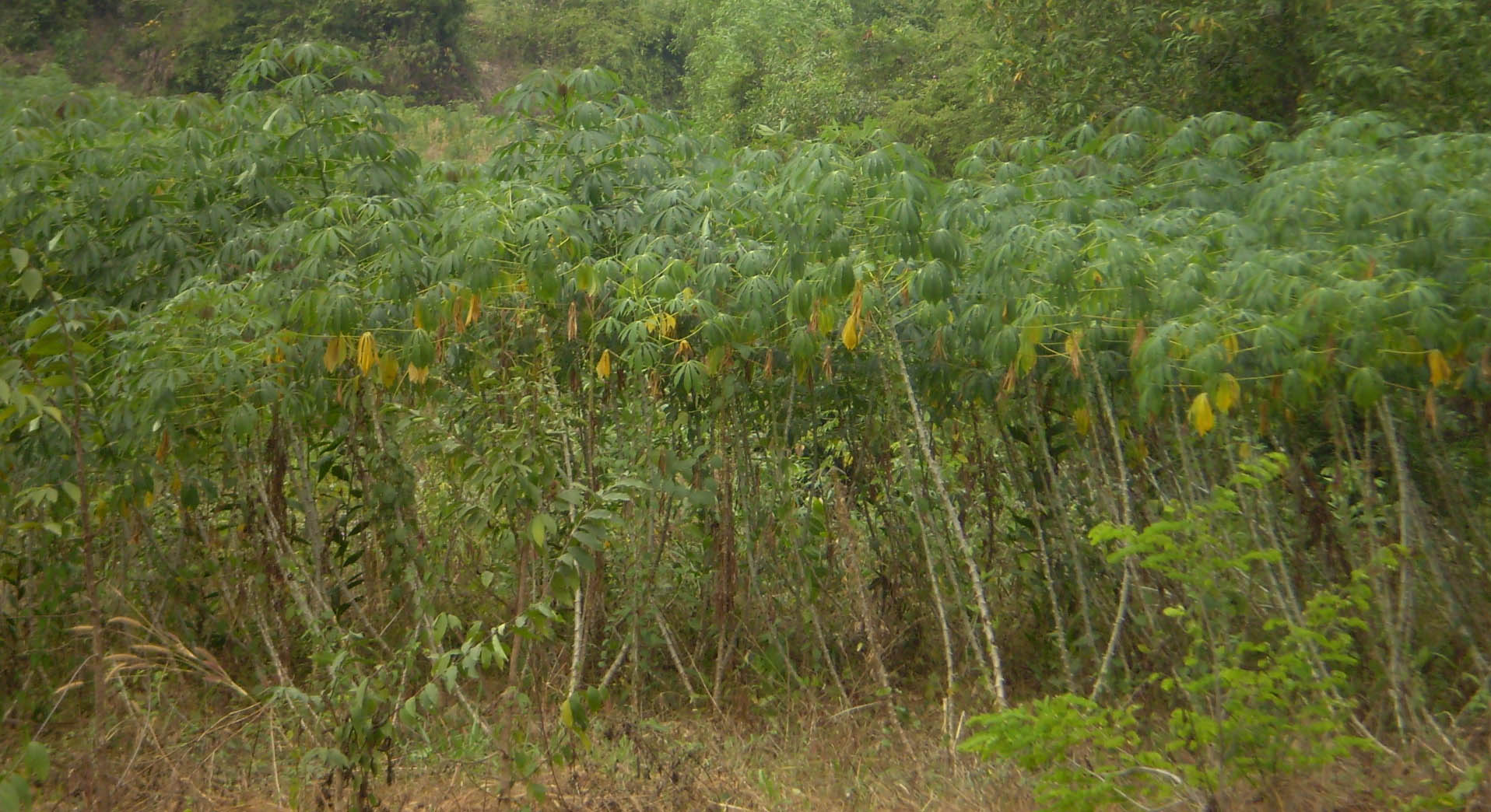
Vườn sắn ở Tân Uyên, Bình Dương.
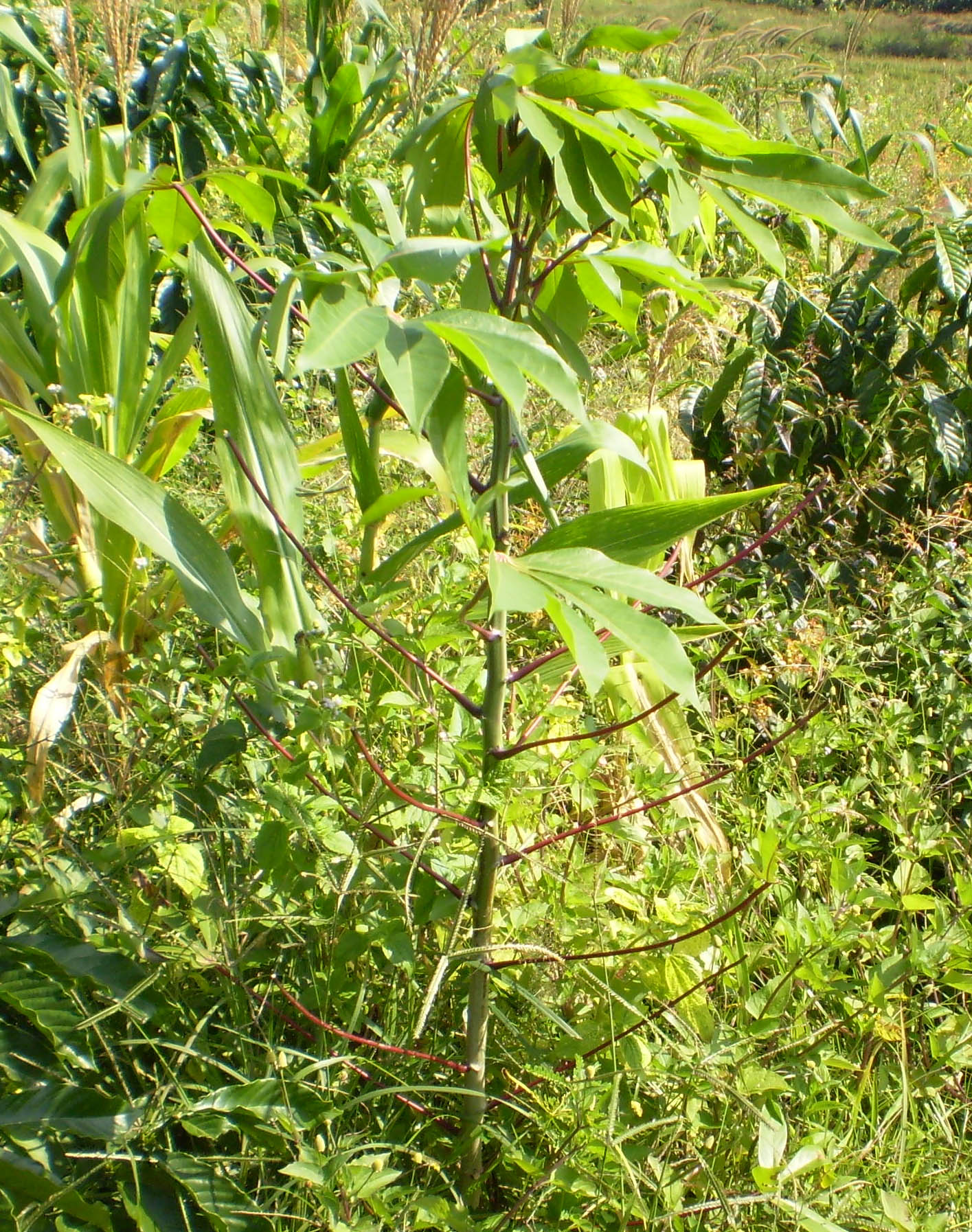
Cây sắn con.
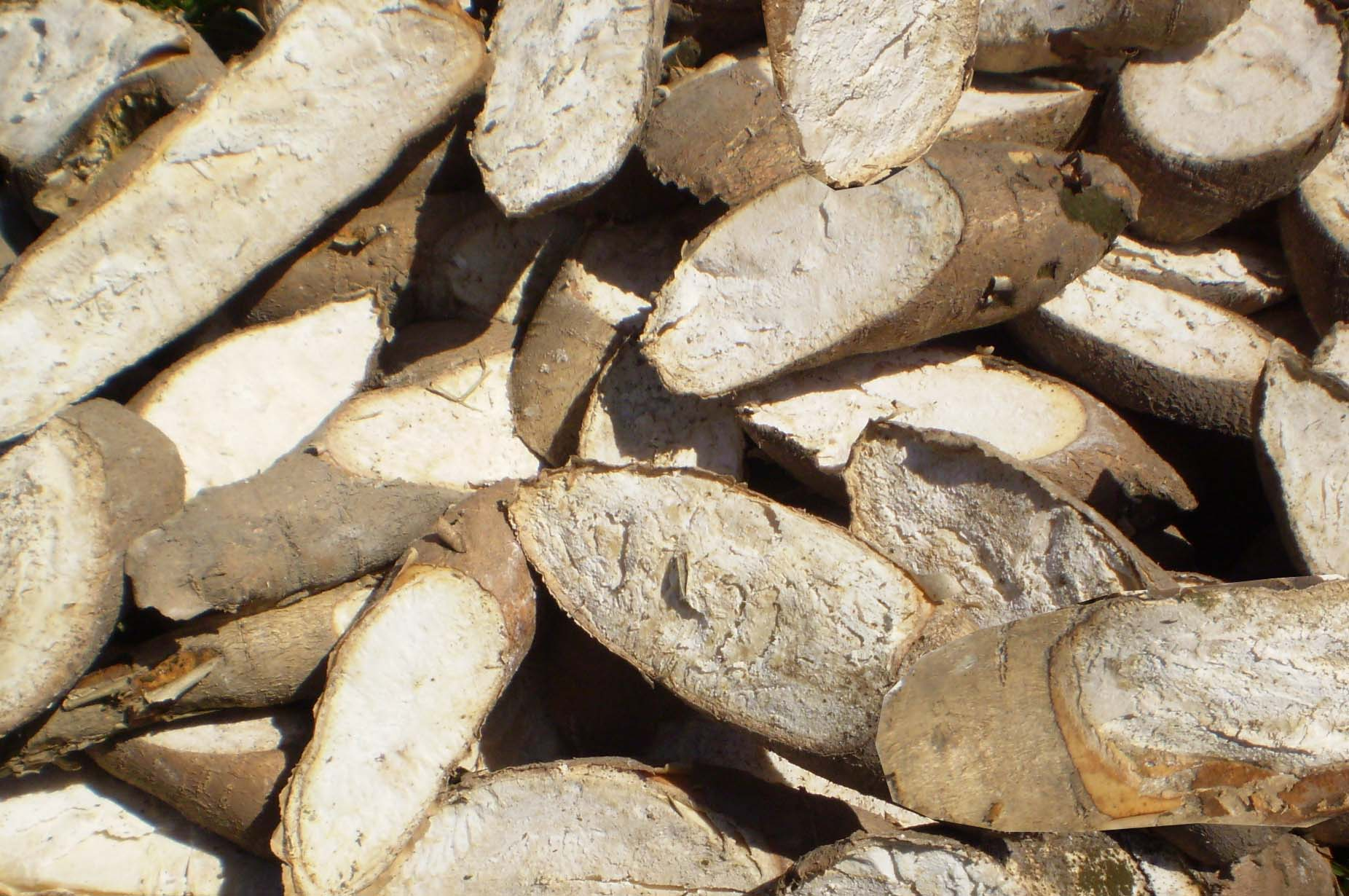
Củ sắn được thái lát phơi khô.
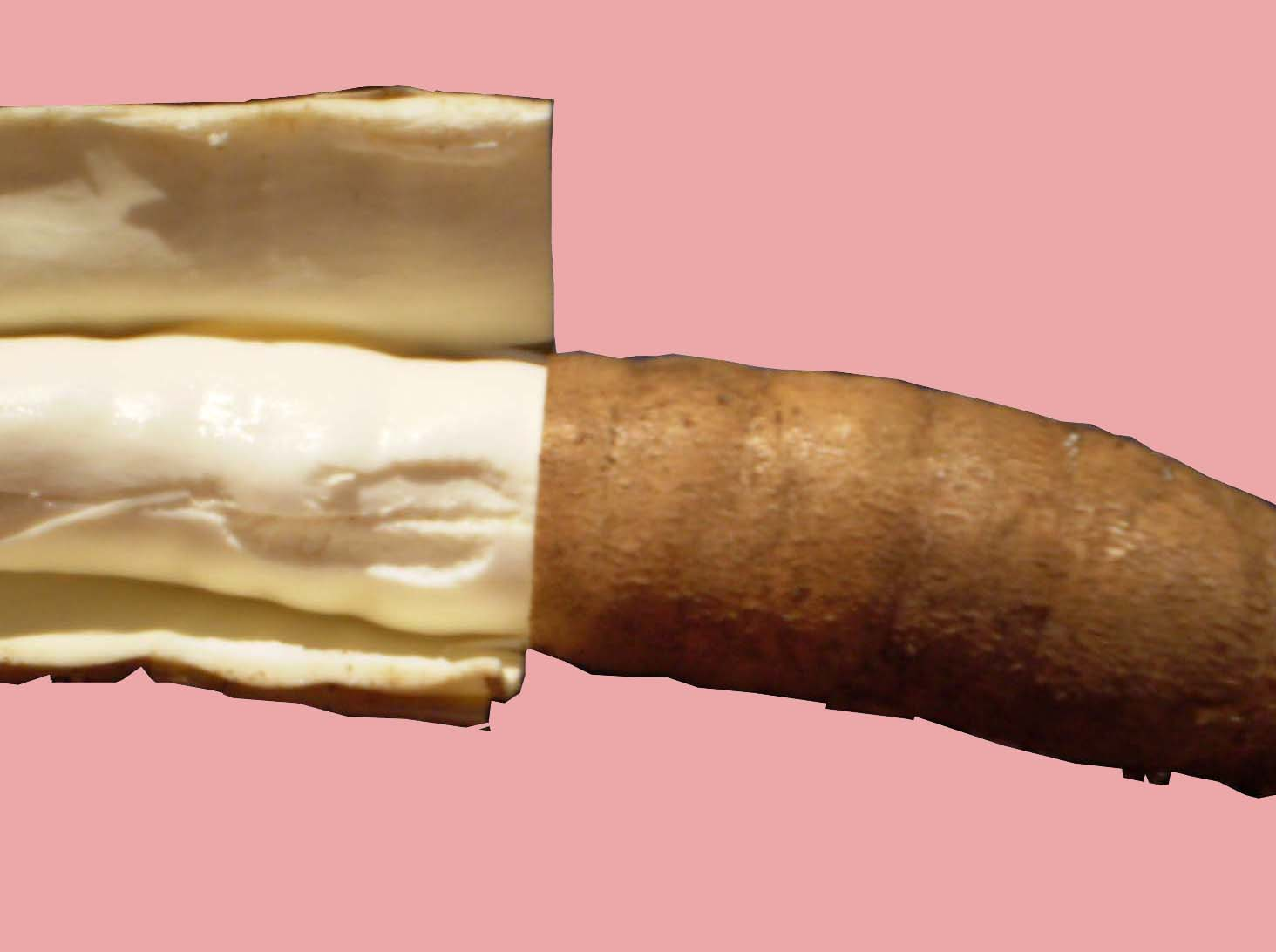
Săn củ còn tươi, có thể luộc ăn được.
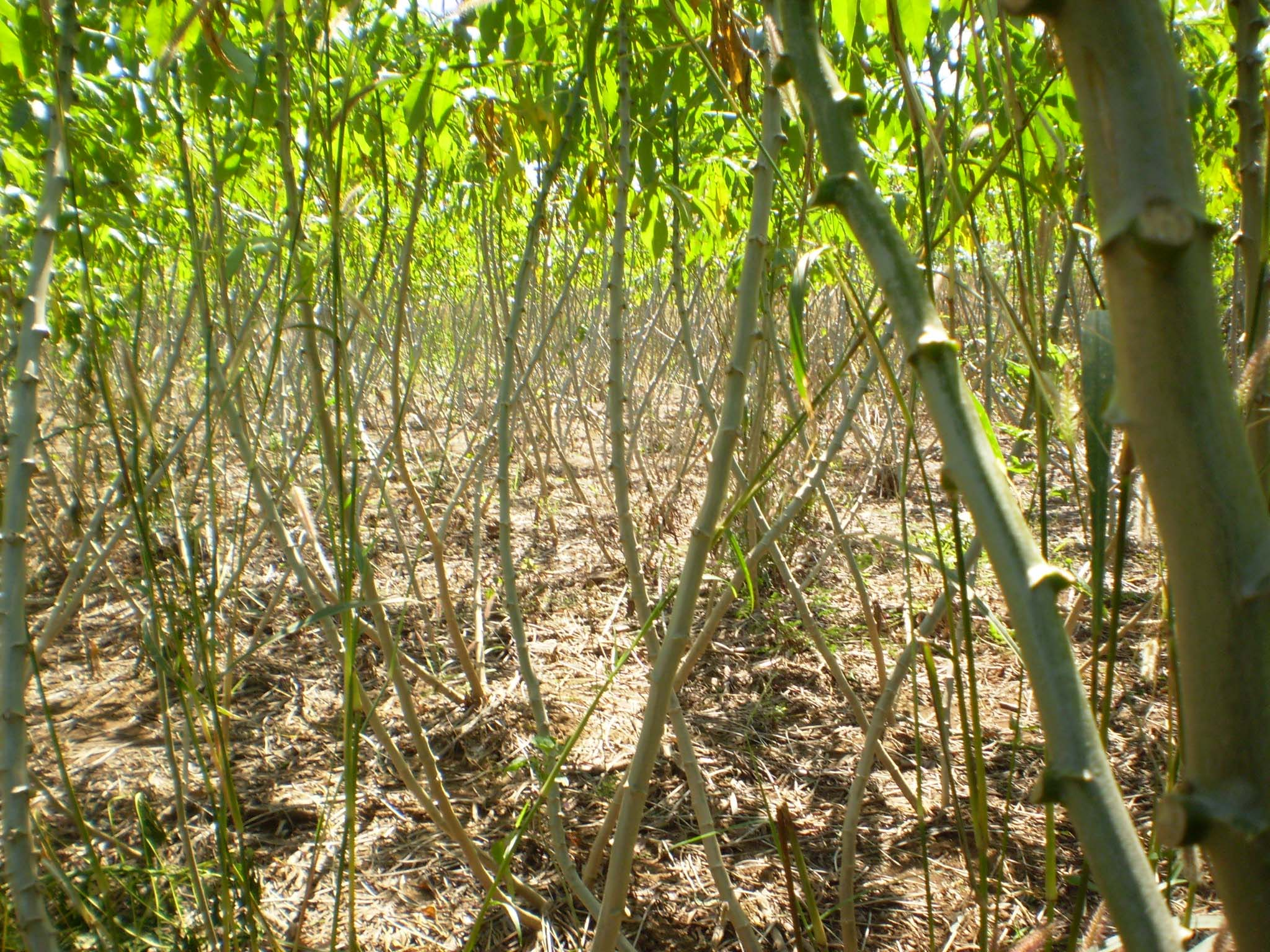
Thân cây sắn đang mùa thu hoạch củ ở Cư Kuin.